# Le Poulpe (média)
 (mai 2024).
Pour les articles homonymes, voir Le Poulpe.
Le Poulpe est un site d'information et d'investigation normand fondé en 2019. Il s'est fait connaître par ses révélations sur l'incendie de l'usine Lubrizol à Rouen.

## Histoire
Le Poulpe est lancé le 14 mai 2019 par deux journalistes, Manuel Sanson, correspondant de l'Agence France-Presse et Gilles Triolier, correspondant au Monde,,,.
Pour les deux fondateurs, un « vide » dans la presse quotidienne régionale, nécessite de pousser l'investigation locale avec un nouveau média, Le Poulpe.
Depuis 2019, Le Poulpe se fait connaître par ses enquêtes sur l'incendie de l'usine Lubrizol à Rouen,.

## Ligne éditoriale
Le nom fait référence au mollusque marin, réputé très résistant, mais aussi à la collection littéraire dirigée par l’auteur de polars français, Jean-Bernard Pouy,.
Le média propose a minima une enquête par semaine. En parallèle, le pure player, originaire de Rouen, propose aussi reportages, décryptages et portraits. On y trouve aussi des podcasts en écoute gratuite. Ses publications couvrent la Normandie. La presse généraliste reprend régulièrement les informations du média,,.
Un an après l'incendie de l'usine Lubrizol à Rouen, Gilles Triolier publie l'enquête « Comme une odeur de soufre » dans la Revue XXI. À l’occasion des deux ans de la catastrophe, les deux journalistes du Poulpe publient une enquête illustrée dans La Revue Dessinée.
Le Poulpe compte dans ses archives des articles rédigés pour l'ancien journal normand Filfax,.
Le média est éditorialement et financièrement indépendant. 
Le média est un partenaire éditorial régulier de Mediapart,. Pour certaines enquêtes spécifiques, Le Poulpe a pu être partenaire rédactionnel d'autres médias. Ainsi, pour l'enquête sur Lactalis supervisée par le média Disclose, Le Poulpe collabore avec The Guardian, Envoyé Spécial et Mediapart,. Par ailleurs, lors des élections municipales françaises de 2020, le média est partenaire de Mediapart, aux côtés de Médiacités et Marsactu.
Il est également adhérent du Syndicat de la presse indépendante d'information en ligne (SPIIL) ainsi que du Fonds pour une presse libre.

## Enquêtes

### Lubrizol

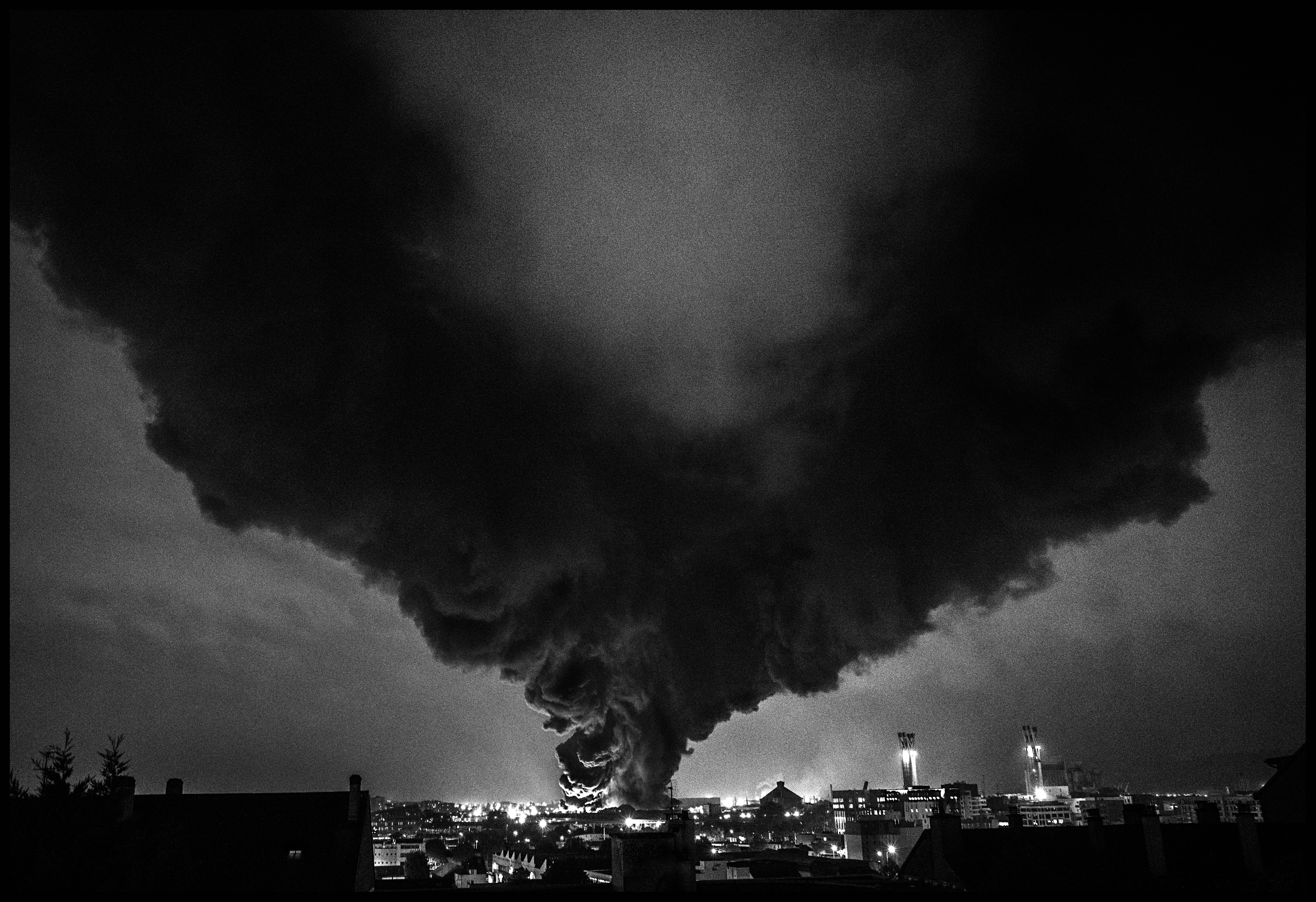
L'incendie de l'usine le 26 septembre au matin.

Peu de temps après l'incendie, Le Poulpe publie deux enquêtes s'intéressant à l'entreprise Lubrizol, dont une dans le cadre du partenariat rédactionnel avec Mediapart,.
Manuel Sanson révèle, dans un article du 9 janvier, que, dans le cadre de l'enquête, le parquet de Paris étend le périmètre des infractions en visant Lubrizol et Normandie Logistique,. Le 28 janvier 2020 dans un article coécrit avec la journaliste Jade Lindgaard de Mediapart, Manuel Sanson épingle Lubrizol en éventant le fait que « le site chimique rouennais n'était pas assez protégé contre le feu [et que] l’entreprise le savait depuis plus de dix ans ». Finalement, à la fin du mois de janvier, Le Poulpe met en lumière un nouvel incident chez Lubrizol : un bac de stockage s'est dégradé à la suite d'une surpression,. En avril, Le Poulpe dévoile la piste d'un départ de feu à partir des entrepôts de la société voisine Normandie Logistique, une information reprise ensuite par Le Monde. Dans les mois qui suivent, le média normand pointe les défaillances et négligences de Lubrizol, tout comme son manque de transparence.
Durant l'année 2022, le pure player normand publie deux enquêtes portant sur la sous-traitance de l'usine Lubrizol, plus précisément l'une en janvier sur le rôle éventuel d'un ex-salarié d'une entreprise sous-traitante et l'autre en mars à propos du rapport d'expertise remis au CSE de l'usine Lubrizol de Rouen qui « dénonce le recours excessif à la sous-traitance et ses conséquences sur la sécurité du site ».

### Autres
En juin 2021, le média dévoile de potentielles irrégularités commises par le groupe Rassemblement national à la Région Normandie, celles-ci étant liées à l’utilisation des moyens financiers et matériels de la collectivité. Cette enquête en deux parties débouche sur l’ouverture d’une enquête préliminaire. Plus tard, le média normand révèle que Nicolas Bay a refusé de se rendre à une convocation des policiers chargés de l'enquête,.
En septembre 2021, Le Poulpe épingle le site d'Évreux de l'entreprise pharmaceutique GSK pour avoir rejeté, dans une rivière qui arrose la ville d'Évreux, des effluents qui comportent de potentiels perturbateurs endocriniens,.
En février 2022, le média publie une enquête en trois parties sur la réalité de la dépollution d’une ancienne raffinerie près de Rouen, menée par l'entreprise Valgo, où Amazon devait, avant d'y renoncer, installer un entrepôt géant,.
En avril 2022, le pure player normand dévoile la mise en examen de la maire de Canteleu Mélanie Boulanger ainsi que de son adjoint pour complicité de trafic de stupéfiants,. Dans le cadre de cet article, le média consulte des éléments de l’enquête policière. Le Poulpe révèle, en outre, qu'à la suite d'une décision du Préfet, la maire de Canteleu ne pourra bénéficier du soutien financier de la Ville pour payer sa défense,.

## Modèle économique
Le Poulpe est un média en ligne payant. En effet, le modèle économique du média repose sur un système d'abonnements solidaires et ne comporte aucune publicité. Lors du lancement, le pure player normand compte sur une campagne de financement participatif ainsi que sur des apports personnels des deux cofondateurs,. Le Fonds pour une presse libre soutient financièrement Le Poulpe dans le cadre d'un second appel à projets à hauteur de « 20 000 » euros.